# Renwu
Renwu (chiń. upr. 仁武区; chiń. trad. 仁武區; pinyin Rénwǔ qū; Wade-Giles Jen-wu ch’ü) – dzielnica (chiń. 區, qū) w rejonie Fengshan miasta wydzielonego Kaohsiung na Tajwanie. 
23 czerwca 2009 komitet przy Ministrze Spraw Wewnętrznych Republiki Chińskiej zarekomendował scalenie dotychczasowego powiatu Kaohsiung (chiń. trad. 高雄縣; pinyin Gāoxióng xiàn) i miasta wydzielonego Kaohsiung (chiń. trad. 高雄直轄市; pinyin Gāoxióng zhíxiáshì) w jedno miasto wydzielone; wszystkie gminy wiejskie (chiń. 鄉, xiāng), jak Renwu, miejskie oraz miasta wchodzące w skład powiatu zostały przekształcone w dzielnice (chiń. 區, qū). Ustawa weszła w życie 25 grudnia 2010 roku.
Populacja dzielnicy Renwu w 2016 roku liczyła 84 122 mieszkańców – 41 359 kobiet i 42 763 mężczyzn. Liczba gospodarstw domowych wynosiła 32 122, co oznacza, że w jednym gospodarstwie zamieszkiwało średnio 2,62 osób.

## Demografia (2011–2016)
| Rok  | Liczba ludności | Gęstość zaludnienia | Kobiety | Mężczyźni | Gospodarstwa domowe |
| ---- | --------------- | ------------------- | ------- | --------- | ------------------- |
| 2011 | 74 867          | 2074                | 36 270  | 38 597    | 27 178              |
| 2012 | 77 371          | 2144                | 37 636  | 39 735    | 28 374              |
| 2013 | 79 392          | 2200                | 38 724  | 40 668    | 29 426              |
| 2014 | 80 994          | 2244                | 39 613  | 41 381    | 30 353              |
| 2015 | 82 614          | 2289                | 40 495  | 42 119    | 31 183              |
| 2016 | 84 122          | 2331                | 41 359  | 42 763    | 32 122              |